# Jann Holl
Jann Holl (* 19. Juni 1935 in Tergast; † 10. Februar 1995 in Freiburg im Breisgau) war ein deutscher Philosoph.

## Leben
Das erste Kind des Arbeiters Johann Holl und seiner Frau Swanette absolvierte ab 1951 eine Ausbildung zum Kaufmannsgehilfen. Nach dem Abitur 1960 auf dem Zweiten Bildungsweg studierte er in Göttingen Geschichte und Germanistik und dann in Freiburg Philosophie. Er promovierte 1970 in Freiburg bei Eugen Fink. Nach der Habilitation 1976 an der Albert-Ludwigs-Universität Freiburg lehrte dort als Professor für Philosophie.
Seine Hauptarbeitsgebiete waren Neuere und neueste Philosophie; Ethik und Staatsphilosophie.